# Karo Parisyan
Karopet Parisyan, detto Karo (Erevan, 28 agosto 1982), è un lottatore di arti marziali miste statunitense di origini armene.

## Carriera
Nel corso della sua carriera professionista, cominciata nel 1999, ha combattuto in diverse federazioni statunitensi di arti marziali miste come la WEC, in cui è stato campione dei pesi welter dal 2004 al 2006 (anno in cui perse il titolo contro Diego Sanchez per decisione unanime nell'incontro giudicato "Match of the Year" dal Wrestling Observer Newsletter), la UFC (dova ha vinto il premio "Submission of the Night" al debutto nel 2003) e la Bellator MMA.
Parisyan ha cominciato ad allenarsi nel Judo all'età di nove anni sotto gli insegnamenti del connazionale Gokor Chivichyan spinto dal padre, che lo indirizzò verso le arti marziali come strumento per superare i problemi di gestione della rabbia, e dopo aver vinto ben sei tornei nazionali giovanili nel 2004 ha partecipato alle Olimpiadi di Atene. È arrivato secondo nei Giochi Panamericani ed è stato campione nazionale anche di BJJ.
È stato il primo lottatore a resistere per cinque round contro Georges St-Pierre e nella sua carriera vanta vittorie su atleti come Matt Serra, anch'esso campione dei pesi welter UFC, e Nick Diaz.